# 法拉島 (奧克尼群島)
法拉島是蘇格蘭的島嶼，位於斯卡帕湾，弗洛塔島和霍伊島之間的大西洋海域，屬於奧克尼群島的一部分，面積2.95平方公里，最高點海拔高度43米，島上無人居住。